# CK Assesoria Vallparadis
Club Korfbal Assesoria Vallparadis is een Spaanse korfbalvereniging uit Terrassa, in de provincie Barcelona, Catalonië. 
Het eerste team van Assesoria Vallparadis komt uit in de Primera Divisió.

## Erelijst
- Spaans zaalkampioen, 6x (2014, 2015, 2016, 2017, 2021, 2022)
- Spaans bekerkampioen, 7x (2007, 2014, 2015, 2016, 2017, 2019, 2020)
- IKF Europa Shield kampioen, 3x (2009, 2011, 2013)

## Europees
Club Korfbal Assesoria Vallparadis deed 2 maal mee aan de Europacup. Het beste resultaat was de 4 plaats.